# Zdenek Kubík
 (août 2024).
La mise en forme du texte ne suit pas les recommandations de Wikipédia : il faut le « wikifier ».
Les points d'amélioration suivants sont les cas les plus fréquents. Le détail des points à revoir est peut-être précisé sur la page de discussion.
- Les titres sont pré-formatés par le logiciel. Ils ne sont ni en capitales, ni en gras.
- Le texte ne doit pas être écrit en capitales (les noms de famille non plus), ni en gras, ni en italique, ni en « petit »…
- Le gras n'est utilisé que pour surligner le titre de l'article dans l'introduction, une seule fois.
- L'italique est rarement utilisé : mots en langue étrangère, titres d'œuvres, noms de bateaux, etc.
- Les citations ne sont pas en italique mais en corps de texte normal. Elles sont entourées par des guillemets français : « et ».
- Les listes à puces sont à éviter, des paragraphes rédigés étant largement préférés. Les tableaux sont à réserver à la présentation de données structurées (résultats, etc.).
- Les appels de note de bas de page (petits chiffres en exposant, introduits par l'outil «  Source ») sont à placer entre la fin de phrase et le point final[comme ça].
- Les liens internes (vers d'autres articles de Wikipédia) sont à choisir avec parcimonie. Créez des liens vers des articles approfondissant le sujet. Les termes génériques sans rapport avec le sujet sont à éviter, ainsi que les répétitions de liens vers un même terme.
- Les liens externes sont à placer uniquement dans une section « Liens externes », à la fin de l'article. Ces liens sont à choisir avec parcimonie suivant les règles définies. Si un lien sert de source à l'article, son insertion dans le texte est à faire par les notes de bas de page.
- La présentation des références doit suivre les conventions bibliographiques. Il est recommandé d'utiliser les modèles {{Ouvrage}}, {{Chapitre}}, {{Article}}, {{Lien web}} et/ou {{Bibliographie}}. Le mode d'édition visuel peut mettre en forme automatiquement les références.
- Insérer une infobox (cadre d'informations à droite) n'est pas obligatoire pour parachever la mise en page.

Pour une aide détaillée, merci de consulter Aide:Wikification.
Si vous pensez que ces points ont été résolus, vous pouvez retirer ce bandeau et améliorer la mise en forme d'un autre article.
Pour les articles homonymes, voir Kubik.
Zdeněk Kubík KHS (né le 13 juillet 1977 à Nové Město na Moravě) est un historien, archiviste, bibliothécaire, héraldiste et vexillologue tchèque. Il est l'auteur des armoiries et drapeaux légaux de centaines de municipalités et villes de toute la République tchèque, y compris Bystřice nad Pernštejnem, où il réside. En tant que bibliothécaire, il a traité plusieurs collections de bibliothèques historiques. Il donne régulièrement des conférences et publie,. Il considère le travail de l'héraldiste et bibliothécaire Jiří Louda comme son modèle et son professeur, non seulement dans le domaine de la création héraldique, mais aussi dans le catalogage des incunables. Dès le 30 septembre 2021, il est chevalier de l'Ordre équestre du Saint-Sépulcre de Jérusalem et a été investi le 10 septembre 2023 dans la cathédrale Saint-Guy de Prague.

## Biographie

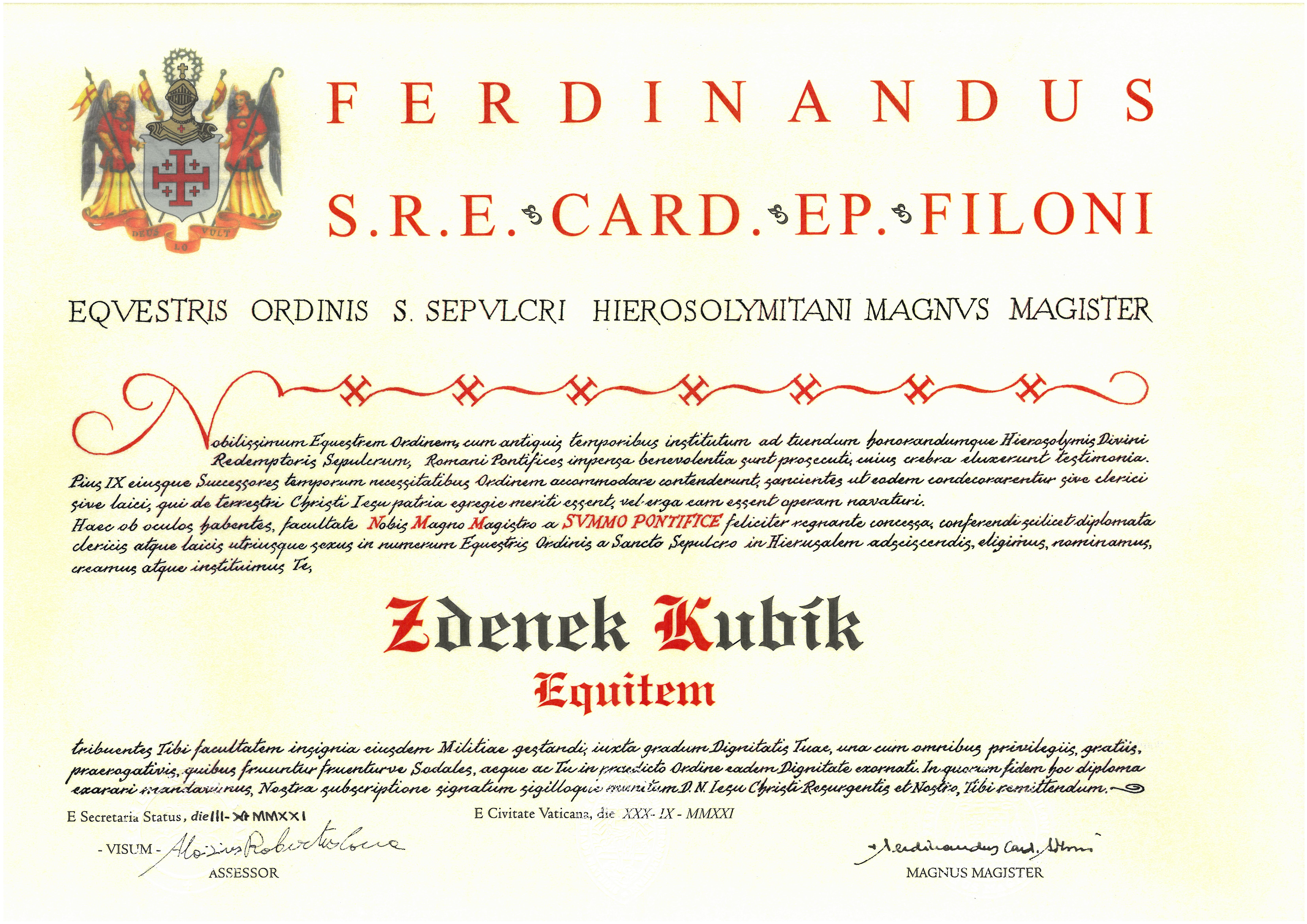
Document établissant Zdeněk Kubík comme chevalier du Saint-Sépulcre (Vatican le 30 septembre 2021).

Après avoir étudié au lycée de Bystřice nad Pernštejnem (1991-1995), dans les années 1995-2001, il a étudié l'histoire, l'archivistique et les sciences historiques auxiliaires à la Faculté des arts de l'Université Masaryk. Au cours de la procédure rigoureuse, il a soutenu une thèse rigoureuse en six volumes dont le thème était "Le symbolisme héraldique et vexillologique des villes et villages de l'ancienne région de Moravie du Sud dans les années 1990-1999". Il a d'abord travaillé comme codicologue à la Bibliothèque morave de Brno, puis il a été employé à l'évêché de Brno et a ensuite travaillé également comme archiviste et conseil d'experts des archives provinciales de Moravie à Brno.
La partie la plus importante de sa vie professionnelle est l'héraldique et la vexillologie. Il coopère avec la société Alerion basée à Brno, engagée dans la production de drapeaux, bannières, emblèmes, insignes, broderies et autres articles, dans laquelle il occupe le poste de héraut (héraldiste),. Il conçoit des panneaux, drapeaux et banderoles communaux, et personnels sous forme de recherche professionnelle et de dessin pratique,,.
Par exemple, il a conçu les armoiries et le drapeau de la municipalité de Dolní Hořice, sur la base des propositions de travail soumises par la municipalité, sur la base de faits historiques et sur l'exigence d'utiliser une figure générale de chauve-souris faisant référence à la région, le point de repère, qui est la grotte de Chýnovská, et les figures héraldiques de trois rayons rouges tranchées dans un champ argenté (des armoiries de Hořický z Hořic). Un autre exemple de son travail dans le domaine de l'héraldique municipale et de la vexillologie sont les symboles de la ville de Zásmuky. En 2016, son armoiries historique n'étant pas inscrit au Registre des symboles municipaux, la ville demande à Alérion de le codifier et de créer le drapeau manquant de la ville. Ces symboles contenus dans la proposition ont ensuite été soumis à la sous-commission d'héraldique et de vexillologie de la Chambre des députés du Parlement de la République tchèque pour évaluation et approbation afin que le drapeau puisse être attribué à la ville par le président de la Chambre, qui Zdeněk Kubík l’a fait. Sa réalisation des symboles communautaires d'Otvovice, lieu de naissance et de résidence de la chanteuse Lucie Bílá, est très originale. Sa première œuvre, encore une œuvre d'étudiant datant de 1998, était le drapeau de la ville de Nové Veselí, connue pour l'appartement d'été du président Miloš Zeman dans l'ancienne forteresse locale.
Sur le plan professionnel, Zdeněk Kubík parle occasionnellement à la télévision, à la radio  et dans les journaux sur les thèmes de l'histoire, de la hiérarchie et du précédent (protocole) dans le domaine de la symbolique de l'État et du territoire,, Le 20 avril 2023, il a pris la parole lors d'une réunion d'une table ronde d'experts sur les armoiries et drapeaux nationaux en République tchèque.
B
Bartoušov, Bechlín, Bělušice, Bernartice, Běstvina, Běšiny, Bílý Kámen, Bílý Újezd, Boharyně, Bohumilice, Boleradice, Bolkov, Borovná, Bratříkovice, Bražec, Brno-Nový Lískovec, Brocná, Brťov-Jeneč, Břehov, Břevnice, Březina, Březová nad Svitavou, Byzhradec,
C
Cerekvička-Rosice,
Č
Čakov, Čečkovice, Čeložnice, Čeminy, Černá Hora, Černiv, Černovice, Čestice, Čichalov, Čížkov, Čkyně,
D
Dlouhá Lhota, Dobrá Voda, Dolánky nad Ohří, Dolní Brusnice, Dolní Habartice, Dolní Hořice, Dolní Žandov, Domašov nad Bystřicí, Doupě, Drahov, Drobovice, Drslavice (okres Prachatice), Dunice, Dvořiště,
E
Eš,
F
Františkov nad Ploučnicí,
H
Hajany, Hanušovice, Harrachov, Hartmanice, Hatín, Hlubyně, Hodonín, Hluboká, Hodov, Horčápsko, Horky nad Jizerou, Horní Kounice, Horní Kruty, Horní Poříčí, Horní Poříčí, Horní Řepčice, Horosedly, Horšovský Týn, Hořepník, Hradčany, Hranice, Hromnice,
Ch
Chlum-Korouhvice, Chořelice, Chožov, Chrást, Chrudichromy, Chyjice, Chyše,
J
Jablonec nad Jizerou, Janůvky, Jarov, Jetětice, Jeviněves, Ježená, Jickovice, Jílové u Prahy, Jindřichův Hradec, Jiříkov,
K
Kadolec, Karasín, Karlštejn, Katusice, Kbelnice, Kladeruby nad Oslavou, Klecany, Kluky, Kněžičky, Knyk, Kočín, Kořenice, Kosičky, Kostelní Radouň, Kovčín, Kozárov, Kozlany, Kozlov, Kozlovice, Krajková, Krasíkovice, Krasonice, Křelovice, Křepice, Krhov, Kuks, Kunčina Ves, Kunštát, Kuřimany, Kuřimské Jestřabí,
L
Lázně Kynžvart, Ledce, Ledečko, Leskovice, Lesná, Libáň, Libecina, Libědice, Libkov, Libotov, Lipec, Lipí, Lipovice, Líský, Lišice, Líšťany, Lobeč, Lochousice, Lužany, Loučeň, Lužec,
M
Malá Lhota, Malešov, Malovice, Martinice u Onšova, Mašťov, Mečichov, Menhartice, Měník, Město Libavá, Mezno, Míčov-Sušice, Miřejovice, Miřetice, Mířkov, Mišovice, Míšov, Mlékosrby, Mnichovice, Moraveč,
N
Načešice, Naloučany, Našiměřice, Olomouc-Nedvězí, Nemyčeves, Nestrašovice, Neurazy, Nevratice, Nová Ves, Nové Mitrovice, Nové Sady (okres Vyškov), Nový Hrádek,
O
Obůrka, Olešná, Olšovice, Oplot, Osek, Osek, Ostrov, Otín, Otvovice,
P
Petrov, Podmoky, Podmyče, Podolí, Polánka, Polná na Šumavě, Praha-Dubeč, Praha-Zbraslav, Prášily, Prostřední Poříčí, Předslav, Přepeře, Přešťovice, Psáře, Puchlovice,
R
Radostín nad Oslavou, Rojetín, Rouchovany, Rousměrov, Rozseč, Rozstání, Rybná nad Zdobnicí,
Ř
Řehenice, Řitonice,
S
Sedlec, Selmice, Slatina, Sloveč, Skuhrov, Skuteč, Smilkov, Smržov, Stanovice, Staňkov, Starý Poddvorov, Stříbřec, Sulice, Svojkovice, Svrkyně,
Š
Šebestěnice, Šimonovice,
T
Tašov, Tetín, Tišnovská Nová Ves, Troubsko, Třebčice,
U
Uhelná Příbram, Uzeničky,
Ú
Úboč, Újezd, Újezd u Plánice, Úmonín, Útvina,
V
Varvažov, Velké Hamry, Velký Luh, Veselá, Vestec, Věžnička, Vinec, Vílanec, Vlkaneč, Vojníkov, Volfířov, Vratislávka, Vrbčany, Vrbičany, Všehrdy, Všenice, Výžerky,
Z
Zaloňov, Zalužany, Zábeštní Lhota, Zájezdec, Zálší, Záluží, Zásmuky, Zelenecká Lhota, Zvěstov,
Ž
Želkovice, Žernovice, Žďár, Županovice et bien d'autres.

### Littérature
- (cs) Vozar Tomáš, Komunální heraldika v okrese Chrudim po roce 1989, Univerzita Hradec Králové, 2018, 34 p. (lire en ligne)